# NGC 5469
NGC 5469 é uma galáxia lenticular (S0) localizada na direcção da constelação de Boötes. Possui uma declinação de +08° 38' 52" e uma ascensão recta de 14 horas, 12 minutos e 29,9 segundos.
A galáxia NGC 5469 foi descoberta em 1883 por Ernst Wilhelm Leberecht Tempel.